# Gösta Pettersson (friidrottare)
Karl Gösta Pettersson, senare Tegerholm, född 7 februari 1917 i Gävle, död 1 februari 1992 i Stockholm, var en svensk friidrottare (långdistanslöpning). Inhemskt tävlade han för Vendelsö IK och Stockholms Spårvägars GIF. 

## Främsta meriter
Pettersson hade svenska rekordet på 20 000 meter satt 1941, 10 000 meter 1942 till 1943 samt även i entimmeslöpning.

## Idrottskarriär
Gösta Pettersson började tävla för Vendelsö IK 1937, men övergick påföljande år till Stockholms Spårvägspersonals GIF. 
Gösta Pettersson förbättrade 1941 T. Enochssons svenska rekord på 20 000 meter från 1935 (1:06.42,0) till 1:06.25,8. Den 16 juli 1942 förbättrade han Gösta Östbrinks svenska rekord på 10 000 meter till 30.19,4. Han behöll rekordet till påföljande år då Gösta Jacobsson slog det. Detta år vann han SM på 10 000 meter med tiden 30.29,8. Han vann även SM-guld i terränglöpning 8 000 meter lag. År 1947 vann Gösta Pettersson (då Tegerholm) SM på 25 000 meter. Han kom tvåa i maraton.
Gösta Tegerholm är begravd på Skogskyrkogården i Stockholm.